# Archivo Histórico Municipal de Cuéllar
El Archivo Histórico Municipal de Cuéllar es un archivo de documentos español de titularidad pública con sede en la Torre del Homenaje del Castillo de Cuéllar (Segovia). 

## Características
El archivo almacena la documentación histórica generada por la villa segoviana de Cuéllar (Castilla y León), es propiedad del Ayuntamiento de Cuéllar y desde el año 1999 se encuentra cedido en forma de depósito a la Fundación de la Casa de Alburquerque, quien también gestiona el Archivo del Hospital de la Magdalena, el Archivo de la Comunidad de Villa y Tierra de Cuéllar (ambos integrados en el histórico municipal) y el Archivo de la Casa de Alburquerque.
Sus fondos documentales cronológicamente abarcan desde el año 1184 hasta el siglo XX, y se distribuyen en catorce secciones diferentes: documentos medievales, documentos antiguos, libros de acuerdos del regimiento y actas municipales, documentos sobre temas varios, corrección pública y cárcel, instrucción pública, pósito municipal, elecciones, quintas, correspondencia, archivo del Colegio de Niñas Huérfanas y archivo de la Comunidad de Villa y Tierra. Además, la parte más moderna del archivo, que corresponde a la administración del Ayuntamiento de Cuéllar en el siglo XXI, se halla depositada en la Casa consistorial de Cuéllar.
El acceso al archivo es público, y su directora es Dña. Julia Montalvillo García.